# Go-Ahead
Go-Ahead ist ein 1987 gegründetes britisches Verkehrsunternehmen, das Busse und Eisenbahnen betreibt. Der Schwerpunkt seines Operationsgebiets liegt im Südosten Englands. Die Go Ahead Group ist hundertprozentiger Eigentümer vieler Busbetriebe, die laut eigenen Angaben mit einer Flotte von insgesamt 6000 Bussen täglich um die 10 Millionen Passagiere befördern. Der britische Eisenbahnsektor besteht aus dem Eisenbahnverkehrsunternehmen Govia, das sich zu 65 % im Besitz von Go-Ahead befindet und zu 35 % im Besitz des französischen Unternehmens Keolis. Go-Ahead ist außerdem in Norwegen, Singapur und Irland tätig. Von 2014 bis 2024 betrieb Go-Ahead auch Schienenverkehr in Deutschland.

## Geschichte
Go-Ahead entstand 1987 im Zuge der Privatisierung städtischer Busbetriebe und der beginnenden Auflösung der staatlichen Busgesellschaft National Bus Company (NBC). Die in Gateshead ansässige ursprüngliche Northern General Transport Company formierte sich dabei nach einem Management-Buy-out zu Go Ahead Northern. 1993 schuf sich das Unternehmen mit der Übernahme des Busbetriebs von Brighton & Hove ein Standbein im Süden des Vereinigten Königreichs. Im Jahr darauf übernahm Go-Ahead auch die Oxford Bus Company und stieg mit der Übernahme von London Central ins Londoner Busgeschäft ein. Ebenfalls 1994 ging das Unternehmen unter dem neuen Namen The Go-Ahead Group an die Börse und war im FTSE 250 Index notiert. Durch die Übernahme von London General im Jahr 1996 wurde Go-Aheads Beteiligung am Londoner Verkehrsbetrieb stark erweitert.
Die Deregulierung des britischen Schienenverkehrs führte 1996 zum Einstieg Go-Aheads in den Eisenbahnmarkt, unter anderem ab 1997 zusammen mit der damaligen VIA-GTI als Betreiber der Strecke Thameslink bis 2006. Einen weiteren neuen Wirtschaftszweig erschloss sich Go-Ahead 1998 mit der Übernahme des Londoner Flughafen-Dienstleisters Gatwick Handling. 1999 stieß mit Metrobus ein Busunternehmen zur Gruppe, das in London und umgebenden Grafschaften operiert.

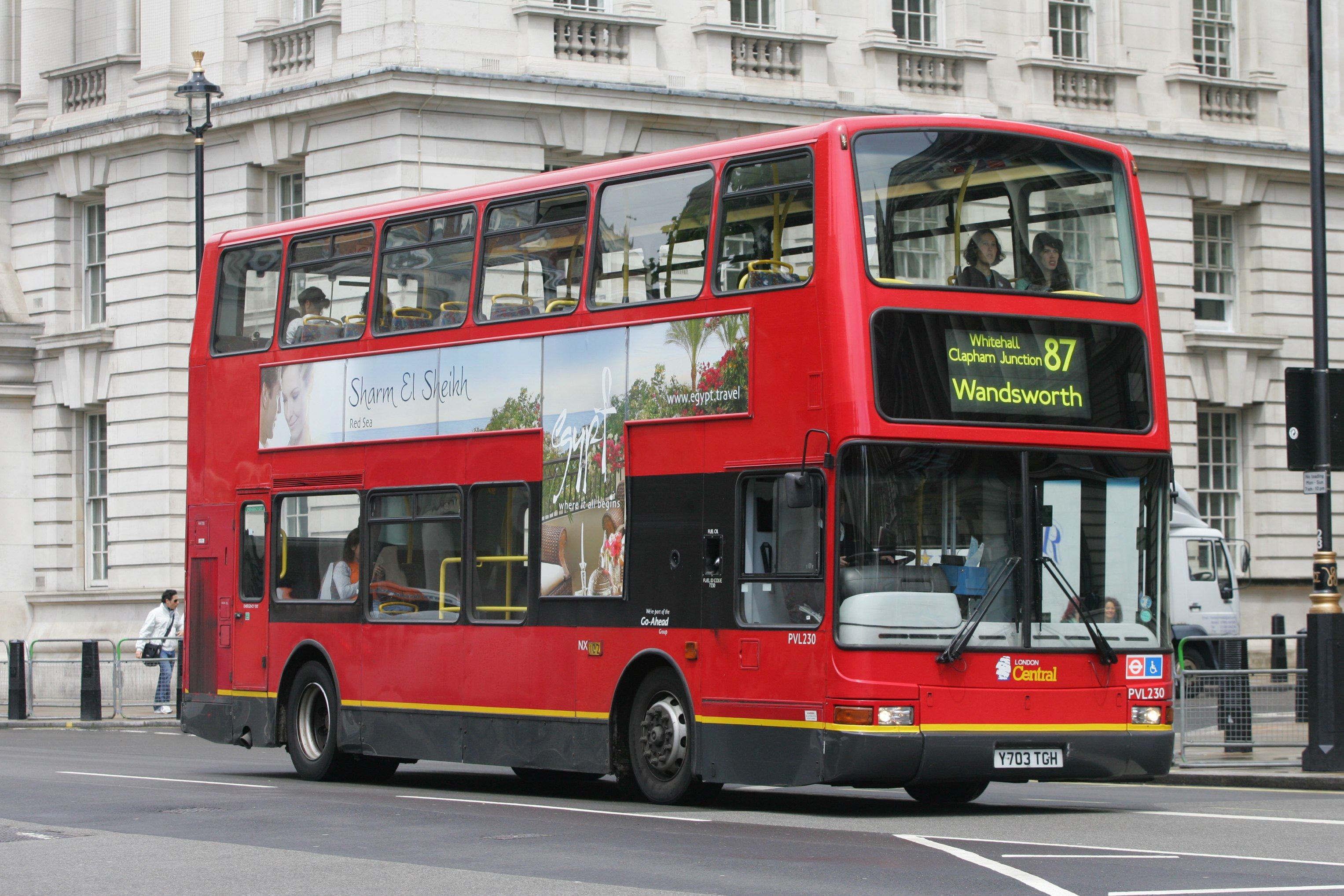
Bus der London Central

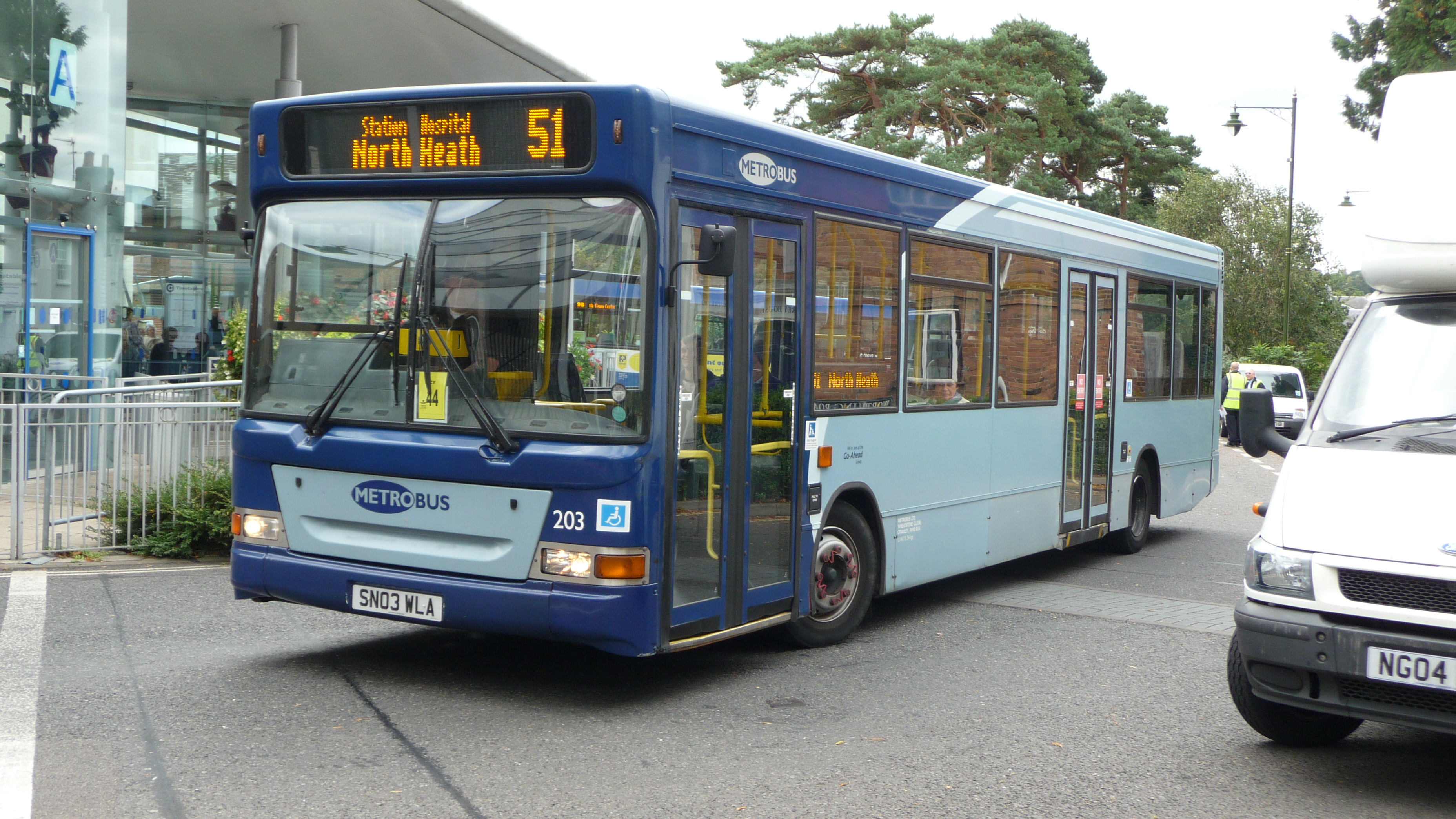
Bus von Metrobus

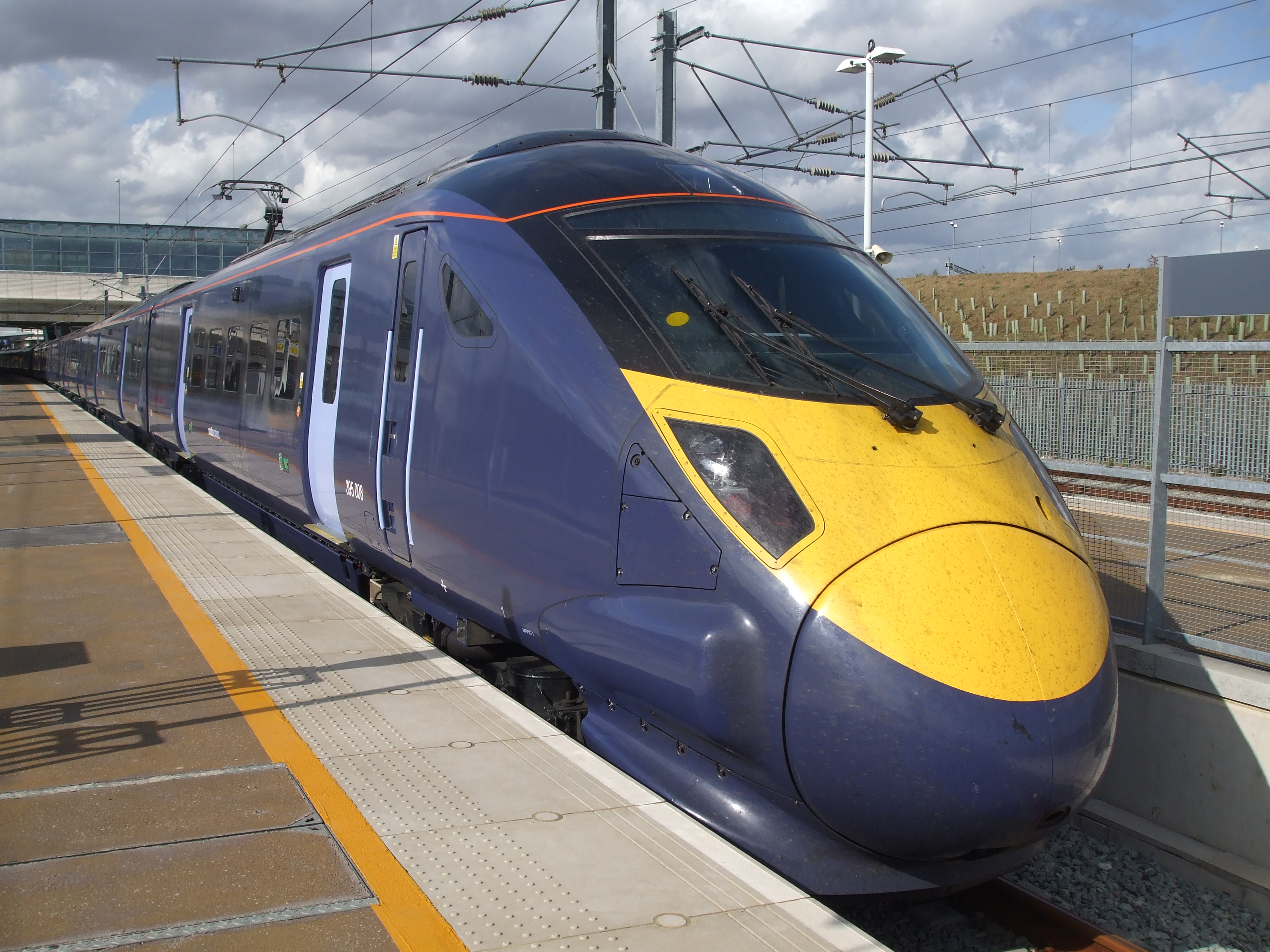
Southeastern

Im Jahr 2000 ging die Konzession der Connex South Central an Govia über, die das Netz unter dem Namen South Central, später Southern, bedienten. 2002 erwarb Go-Ahead den Parkraumbewirtschafter Meteor, der bis 2010 Teil des Unternehmens blieb. Mit der Übernahme von Wilts & Dorset im Jahr 2003 vergrößerte Go-Ahead seinen Marktanteil im Süden. Später wurde Wilts & Dorset zusammen mit dem auf der Isle of Wight tätigen und 2005 übernommenen Unternehmen Southern Vectis und der Solent Blue Line zu Go South Coast formiert.
Im April 2006 übernahm Govia die Southeastern-Franchise. Aus den 2005 und 2006 durch Go-Ahead erworbenen Busunternehmen Birmingham Coach Company und Probus Management wurde das Subunternehmen Go West Midlands mit Sitz in Birmingham gebildet, das nach Verlusten im Jahr 2008 wieder abgestoßen wurde. Mit Dockland Buses kam 2006 ein weiteres Londoner Busunternehmen hinzu. 2007 erlangte Govia die West-Midlands-Francise, die sie über die London Midland betreibt, und erwarb das Busunternehmen Blue Triangle. Die Londoner Busunternehmen werden unter dem Namen Go-Ahead London betrieben.
2009 kaufte Go-Ahead Plymouth Citybus aus Stadtbesitz und die Londoner East Thames Buses, die sich im Besitz von Transport for London (TfL) befand. Im selben Jahr ging das Unternehmen ein Joint-Venture mit der Cook-Illinois Corporation aus Chicago ein, um in den amerikanischen Schulbusmarkt einzusteigen. Das Jahr 2010 sah die Übernahme des Norfolkers Konectbus, im folgenden Jahr wurde Thames Travel aus Oxfordshire übernommen. Der unter dem Namen Aviance UK betriebene Ground-Handling-Dienstleister ging im Jahr 2010 hauptsächlich an Servisair über. Ebenfalls 2010 verkaufte Go-Ahead den Parkraumbewirtschafter Meteor.
Ende 2015 gewann Go-Ahead eine Ausschreibung über den Betrieb von 25 Buslinien in Loyang im singapurischen Pasir Ris für fünf Jahre ab September 2016. Im Januar 2014 wurde das Tochterunternehmen Go-Ahead Verkehrsgesellschaft Deutschland in Berlin gegründet, das in den darauffolgenden Jahren fünf Verkehrsverträge im Schienenpersonennahverkehr in Baden-Württemberg und in Bayern aufnahm.
Im Juni 2022 wurde die Go-Ahead Group von dem australischen Busunternehmen Kinetic Group (51 %) und dem spanischen Infrastrukturinvestor Globalvia (49 %) durch ein Übernahmeangebot übernommen; das Unternehmen ist seitdem nicht mehr an der Börse notiert.
Um aus dem nicht mehr zum Kerngeschäft von Go-Ahead zählenden deutschen Schienenverkehr auszusteigen, wurde im Oktober 2023 der Kaufvertrag zum Verkauf der Go-Ahead Verkehrsgesellschaft Deutschland an die ÖBB-Personenverkehr unterzeichnet. Nach abgeschlossener wettbewerbsrechtlicher Prüfung wurde Anfang Februar 2024 der Verkauf und damit der vollständige Ausstieg von Go-Ahead aus dem deutschen Schienenverkehr vollzogen. Diese wurde danach in Arverio Deutschland umfirmiert.

## Unternehmensbereiche

### Busverkehr
- Go Ahead London (London)
  - London Central, London General, Blue Triangle, Docklands Buses, East Thames Buses
- Go North East (Tyne and Wear, County Durham, Northumberland, Teesside)
- Go South Coast (Dorset, Wiltshire, Hampshire, Isle of Wight, Southampton)
  - Southern Vectis, Bluestar, Wilts & Dorset, Damory Coaches, Tourist Coaches, Marchwood Motorways
- Metrobus (London, Kent, Surrey, East Sussex, West Sussex)
- Brighton & Hove (Brighton, Hove, Eastbourne, Tunbridge Wells, Steyning)
- Oxford Bus Company (Oxford, von Oxford nach London, Heathrow und Gatwick)
- Plymouth Citybus (Plymouth)
- Konectbus (Norwich, Swaffham, Dereham, Watton, Wymondham)
- Go-Ahead North America (St. Louis)

### Eisenbahn
- Govia Limited mit Sitz in Newcastle upon Tyne, Vereinigtes Königreich (Joint-venture mit Keolis)
  - Govia Thameslink Railway Ltd. (GTR): Thameslink, Great Northern, Southern und Gatwick Express
  - Southeastern ist der Markenname der London & South Eastern Railway Limited
- Go-Ahead Norge mit Sitz in Oslo